# ナシル
nacil（ナシル、1975年7月7日 - ）は日本の女性シンガーソングライター、ラジオパーソナリティ。沖縄県那覇市出身。三線を弾きながら自作のポップスを歌うスタイルが得意で、沖縄関連のライブイベントでは司会を任されることも多い。また「鉄子」（鉄道ファン）を自認し、鉄道関連イベントにも出演をしている。

## 来歴
沖縄県立首里高等学校（同級生に石嶺聡子がいる）、青山学院大学夜間部 教育人間科学部教育学科卒業。
2000年より、東京を拠点にインディーズシーンで活動を始める。ソロでの活動の他、一時は実妹と共に「737」(ななみな)というユニットも組んでいたが、妹の結婚により解散。
2007年11月10日、ライブ「☆なーなーの『はじめまして』」でナシルという名前で活動していくことを宣言
2011年6月、エフエム世田谷にて初のラジオ冠番組『ナシルの島んちゅヂカラ』を担当。さらに2012年4月からは、ラジオ沖縄にて与座よしあきと『ナシルとよ〜ざ〜の島んちゅヂカラ』を担当中。
2012年7月4日に、よしもとアール・アンド・シー（現：よしもとミュージック）より、BEGINの島袋優プロデュース曲を含む『君という名の未来へ／うつぐみ』でメジャーデビューする。
2013年10月29日にZepp東京で開催された「第1回 天下一音楽会　東京大会 シンガー部門」にて優勝。応募総数1000組の頂点に立つ。
2014年6月ブラジルを訪れ、現地で開催された「日本祭り」「桜祭り」に出演。日本で集めた寄付で購入した三線4棹を寄贈。
2014年7月21日、4年ぶりのアルバム『おとジャーニー』を発売。
2016年1月ミャンマーを訪れ、孤児院の子供たちに文具などを寄贈。
2016年5月22日、千葉県の銚子電気鉄道犬吠駅で行われた沖縄イベントに出演。ナシルの写真入りヘッドマークを付けた列車が運行され、記念一日乗車券も発売された。
2016年9月5日、古谷あつみや鉄道関係者をゲストに迎え、鉄道トークと音楽を合わせた定例ライブ「nacilが唄い、鉄道を語る!」を東京の赤坂で試運転開催。10月24日より定期運行（開催）となる（休止中）。
2016年9月23日、那覇市首里でライブカフェ首里cafe瑠都を開店、店主となる（現在は閉店）。
2017年11月11日、ナシル10周年を記念して表参道CAYで10周年記念ライブを開催。
2018年2月16日、江東区扇橋（最寄り駅：東京メトロ半蔵門線、都営新宿線　住吉駅）に自身がプロデュースした沖縄居酒屋「ちゃ～がんじゅ～」が開店（現在は閉店）。
2020年7月7日、コロナ禍でバースデーライブが開催できなかったため、初めての配信ライブを実家から実施。新曲ができたことを発表。
2021年6月15日、ジョニー宜野湾との共作、共演の「カンパイ沖縄」をリリース
2021年11月7日、『ナシルとよ〜ざ〜の島んちゅヂカラ』が通算500回放送。１年半ぶりに東京で対面収録（通常は、沖縄（ナシル）と東京（与座）をネットで繋ぎ、東京で録音したものを、ラジオ沖縄でオンエア）

## ディスコグラフィー

### シングル
| # | タイトル                     | 発売日         | 備考                                        |
| 1 | バンザイ！青春！             | 2008年11月11日 | 沖縄限定シングル                            |
| 2 | 君という名の未来へ／うつぐみ | 2012年7月4日   | （琉球放送『ラフピー!』エンディングテーマ） |
| 3 | がんばらな                   | 2013年10月15日 | 配信限定シングル                            |
| 4 | 風になれるかも               | 2015年11月10日 | 配信限定シングル                            |
| 5 | もーすぐもずく               | 2017年7月7日   | c/w O-kina-waダンス 東風平高根              |
| 6 | Colorful                     | 2017年11月10日 | 10周年記念シングル                          |
| 7 | カンパイ沖縄                 | 2021年6月15日  | ナシルとジョニー宜野湾                      |
| 8 | メロンソーダ                 | 2021年10月31日 | （配信限定）                                |

### アルバム
| # | タイトル       | 発売日        | 備考         |
| 1 | 想色           | 2008年6月21日 | ミニアルバム |
| 2 | 花ぼうる       | 2010年8月7日  |              |
| 3 | おとジャーニー | 2014年7月21日 |              |

## 出演

### ラジオ
- 『ナシルの島んちゅヂカラ』（エフエム世田谷、2011年6月 - 2012年5月）
- ナシルとよ〜ざ〜の島んちゅヂカラ（ラジオ沖縄、2012年4月 - 2023年３月 。毎週日曜日23:00。）
- 『琉球リミテッド〜かりゆし超特急』（かわさきFM、2014年11月 - 2016年6月。かじくあつしと共演。毎週火曜日18:30。）
- ナシルとリョーサのアパラジ（ラジオ沖縄、2023年4月 -  。毎週日曜日23:00。）